# Miha Mate
Miha Mate [míha matè], slovenski pisatelj, prevajalec, kritik, esejist in urednik, *6. avgust 1942, Goriča vas pri Ribnici na Dolenjskem, † 17. oktober 2006, Ljubljana.

## Življenje
Miha Mate je obiskoval osnovno šolo v domačem kraju in gimnazijo v Kočevju. Prve zgodbe in pesmi je objavljal v Kočevskih novicah, kjer je bil tudi novinar, pozneje pa je urejal študentsko prilogo Dolenjskega lista in sodeloval pri drugih slovenskih časopisih in revijah. Na ljubljanski Filozofski fakulteti je diplomiral iz slovenščine in srbohrvaščine. Po študiju se je leta 1968 zaposlil kot lektor slovenskega jezika in književnosti na beograjski Filološki fakulteti. Bil je tajnik Zveze kulturno-prosvetnih organizacij Slovenije (ZKPO), asistent na Filozofski fakulteti Univerze v Ljubljani in urednik različnih zbirk pri založbi Mladinska knjiga, kjer je ostal vse do smrti. V zbirki Vezi je zbral dela iz jugoslovanske književnosti. Bil je tudi knjižni urednik in urednik učbenikov za osnovno šolo.

## Delo
Miha Matè je napisal več kot 15 proznih besedil. Osrednjo vlogo v njih imajo črtice in povesti. Leta 1967 je v zborniku Štirinajst objavil prve črtice za odrasle. Prva knjiga, katere urednik je bil Kajetan Kovič, je izšla leta 1972 z naslovom Široka usta. Slovensko stalno gledališče v Trstu je leta 1987 za zbirko humoresk Široka usta uprizorilo monokomedijo, v kateri je igral Stane Starešinič.
Avtobiografske pripovedi  Leskova mladost (1976),  Bosopeta druščina (1982) in Kurja vojska (1985) so triologija o njegovi mladosti. Moderna pripoved Papagaj Bine je prav tako avtobiografska. Življenje revnih egipčanskih in tunizijskih otrok je opisal v literarnem potopisu Pesek v dlaneh (1993). Leto kasneje je izšla njegova najbolj znana mladinska povest Babica v supergah. Zadnje delo Smeh in solze moje doline je Miha Mate napisal leta 1999 in se upokojil. V njem je zbranih 24 kratkih zgodb iz njegovih krajev, ki dopolnijo triologijo o avtorjevi mladosti v tetralogijo. 
Nekatere knjige Mihe Matèja so bile ponatisnjene in prevedene v makedonščino in srbohrvaščino. Leta 1985 je bilo delo Bosopeta druščina prevedeno v oba jezika. Za otroško pripoved Zmajčkov rojstni dan so otroci iz Opčin leta 1992 uprizorili radijsko igro.
Miha Matè je sodeloval z ilustratorko Marjanco Jemec Božič, ki je ilustrirala veliko njegovih del.

## Zanimivosti
- Pesmi in zgodbe je začel pisati že kot gimnazijec.
- V črticah in povestih pogosto opisuje svoja doživetja in doživetja vrstnikov v zgodnjih povojnih letih.
- V pripovedi za mlajše bralce se pravljičnost prepleta s sedanjostjo, ki jo pisatelj dopolni z lirizmom.
- V njegovih delih se pojavljajo motivi živali.
- Moderna pripoved Papagaj Bine je nastala po resničnem dogodku, ko mu je od doma ušel papagaj in si je avtor predstavljal, kako bi se njegovo življenje nadaljevalo v pravljici.
- Leta 1993 sta z ženo odšla na potovanje po Tuniziji in Egiptu. Življenje tamkajšnih otrok je opisal v literarnem potopisu Pesek v dlaneh.

Zanj je pisanje večno iskanje lepote, svet pa bi bil brez nemirnega iskanja in hrepenenja po neznanem pust in siromašen.— Polona Hanžek Novak v knjigi: V srcu mladi (2004). Ljubljana: Genija.

### Dela za otroke
- Pobegle kolebnice (1979) (COBISS)
- Padala so zatemnila sonce (1980) (COBISS)
- Šola igrač (1983) (COBISS)
- Hopla, oprostite (1984) (COBISS)
- Zmajčkov rojstni dan (1986) (COBISS)
- Mali bombaš z junaškim srcem (1987) (COBISS)
- Škrlatna vrtnica (1990) (COBISS)
- Papagaj Bine (1992) (COBISS)

### Dela za mladino
- Leskova mladost (1976) (COBISS)
- Bosopeta druščina (1982) (COBISS)
- Kurja vojska (1985) (COBISS)
- Široka usta: vesele in pikre Ribničana Urbana (1993) (COBISS)
- Pesek v dlaneh: afriške zgodbe (1993) (COBISS)
- Babica v supergah (1994) (COBISS)

### Ostala dela
- Štirinajst (1967) (COBISS)
- Na sončni strani (1976) (COBISS)
- Spomini na otroštvo (1977) (COBISS)
- Bodeče vreteno (1986) (COBISS)
- Vre, vre, vre (1988) (COBISS)
- Smeh in solze moje doline (1999) (COBISS)

### Otroška radijska igra
- Zmajčkov rojstni dan (1992) (COBISS)